# Прозоровский, Никита Петрович
Князь Никита Петрович Прозоровский (р. ок. 1659, ум. не ранее 1717) — российский государственный деятель, боярин (1693). Сын боярина и воеводы Петра Семёновича Меньшого.

## Исторические сведения
В Боярской книге 184/1676 написан Великие Государыни Царицы и Великие Княгини Наталии Кирилловны в стольниках. В той же Боярской и в Записной 188/1678 книге написано «Великий Государь Царь и Великий Князь Федор Алексеевич пожаловал велел ему быти у себя в стольниках и указал ему ездить за собою из зимних в летних походах».
В той же Боярской 184/1676 году книге значит во 190/1682 и 191/1683 у Великого Государя Царя и Великого Князя Иоанна Алексеевича в комнатных стольниках. И в том 191/1683 году был в походе в Троицком Сергиеве монастыре.
В Боярских книгах 194/1687 и 200/1692 годов писан в тех же комнатных стольниках. Во оной же Боярской 200/1692 году и в Записной 201/1693 году книге написано "201/1693 году июня в 8 день Великие Государи Цари и Великие Князи Иоанн Алексеевич и Пётр Алексеевич пожаловали его в бояре.
В 199/1691 и 200/1692 годах — в Великом Новгороде воеводою. В 1703 году — в Ладоге у работных людей.

## Семья и дети
Женат был:
1) на Анне Петровне Кондыревой. Сын:
- Александр (ум. 1740)

2) на княжне Марье Михайловне Голицыной (1676—?). Дети:
- Владимир
- Пётр (ум. 1758).

## Вотчины
- Московский уезд, Бохов стан, сельцо Логинково.